# 开放打包约定
开放打包约定（Open Packaging Conventions，缩写OPC）是一种容器文件技术，最早由微软创建，用于将一系列XML与非XML文件存储为单个实体，例如一个XML纸张规范（OpenXPS）文档。基于OPC的文件格式结合了在文档中嵌入独立文件实体的优势，并且与普通XML用法相比文件更小。

## 规范
OPC已在Office Open XML标准ISO/IEC 29500:2008的第二部分和ECMA-376中规范化。

## 使用

### 使用OPC的文件格式
OPC是许多新文件格式的基础技术。

### 程序设计
OPC在Microsoft .NET Framework 3.0中以System.IO.Packaging命名空间原生支持。其他语言也有不少开源库存在。
自Windows 7起，OPC也在Windows API中通过一组COM接口原生支持，统称为Packaging API （页面存档备份，存于）。
此外，ZIP库也可用于创建和打开OPC文件，只要ZIP文件中包含正确的文件并遵循约定。